# Рогожин, Василий Александрович
Васи́лий Алекса́ндрович Рого́жин — советский военнослужащий, участник Великой Отечественной войны, Герой Советского Союза, лётчик-ас, командир звена 236-го истребительного авиационного полка 201-й истребительной авиационной дивизии 2-го смешанного авиационного корпуса 4-й воздушной армии Северо-Кавказского фронта, младший лейтенант.

## Биография
Родился 27 июня 1923 года в городе Саратов. Русский. Окончил восемь классов средней школы № 2, два курса коммунально-строительного техникума, Саратовский аэроклуб и Черниговскую авиационную военную школу пилотов. Работал в отделе капитального строительства Саратовского завода комбайнов.
С июня 1942 года до 25 октября 1943 года сражался на Воронежском, Сталинградском, Южном, Северо-Кавказском и 1-м Украинском фронтах. Принимал участие в обороне Воронежа, Сталинградской и Курской битвах, воздушном сражении на Кубани и освобождении Украины.
Указом Президиума Верховного Совета СССР от 24 августа 1943 года за 124 боевых вылета, во время которых, проявив отвагу и мужество, сбил лично 11 и в группе 5 самолетов противника, младшему лейтенанту Рогожину Василию Александровичу присвоено звание Героя Советского Союза.
Лейтенант В. А. Рогожин погиб в воздушном бою под Киевом 25 октября 1943 года. К моменту гибели выполнил около 200 боевых вылетов и сбил 23 самолёта противника лично.
Награждён орденами Ленина, Красного Знамени, Отечественной войны 2-й степени, двумя орденами Красной Звезды и медалью «За оборону Сталинграда».

## Память
- Именем Героя названа одна из улиц города Саратова.
- В Саратове на стене Школы № 2 (ул. Мичурина 16) установлены мемориальные плиты в память Героев Советского Союза, учившихся в этой школе.

Рогожин В. А. (мемдоска)
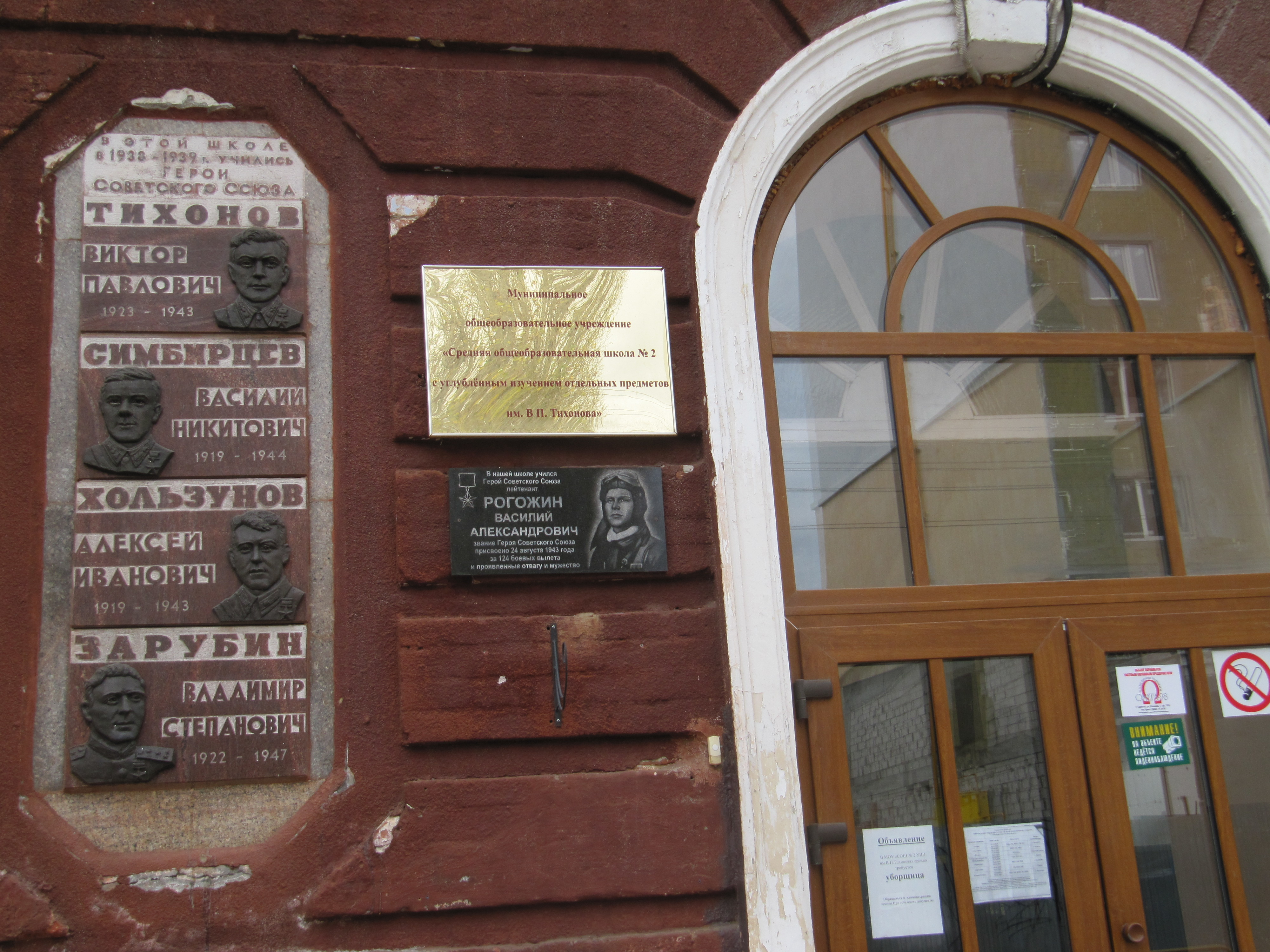
Школа 2 ул Мичурина 16 Саратов
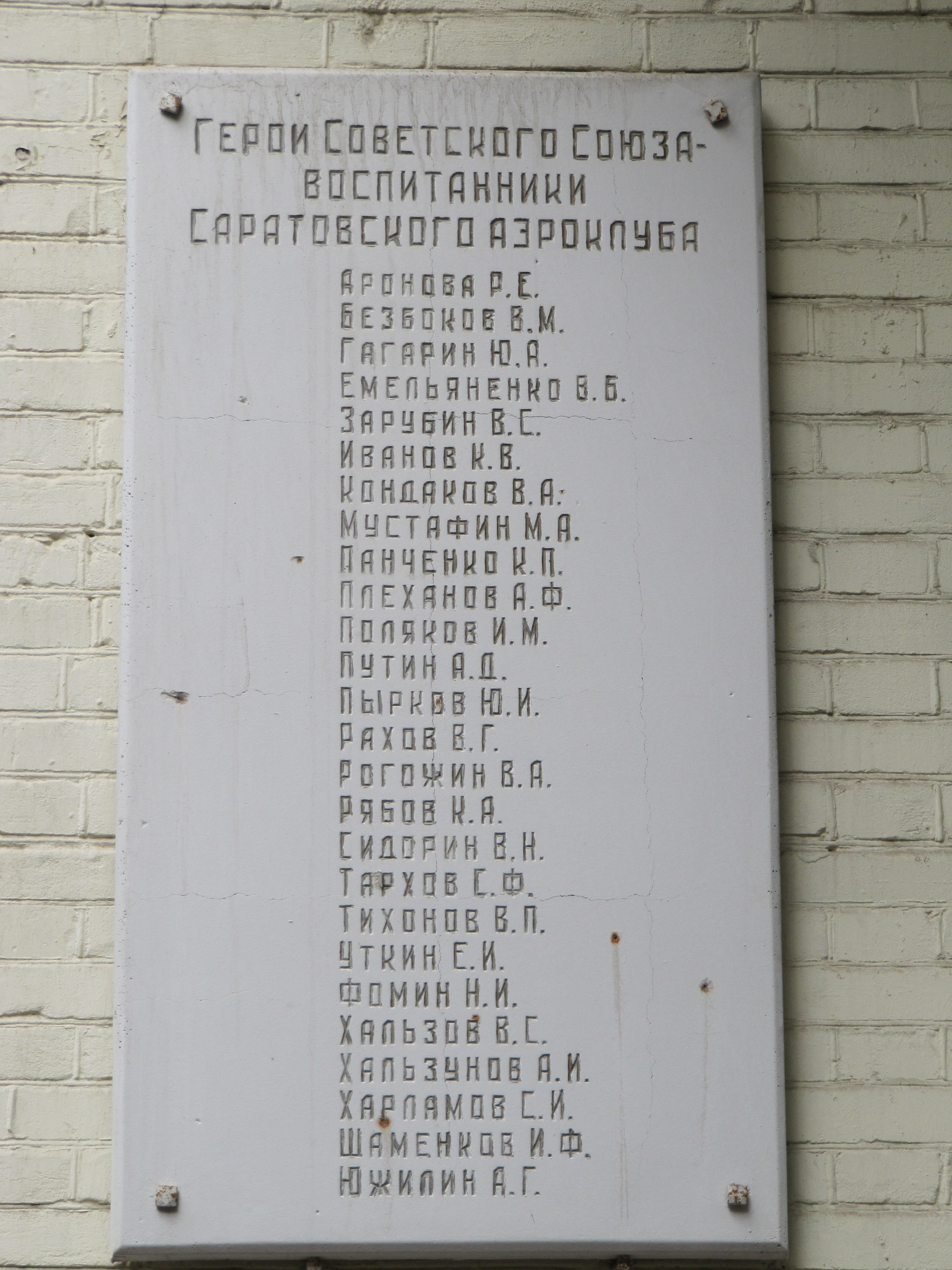
Здание аэроклуба ул. Рабочая 22, Саратов
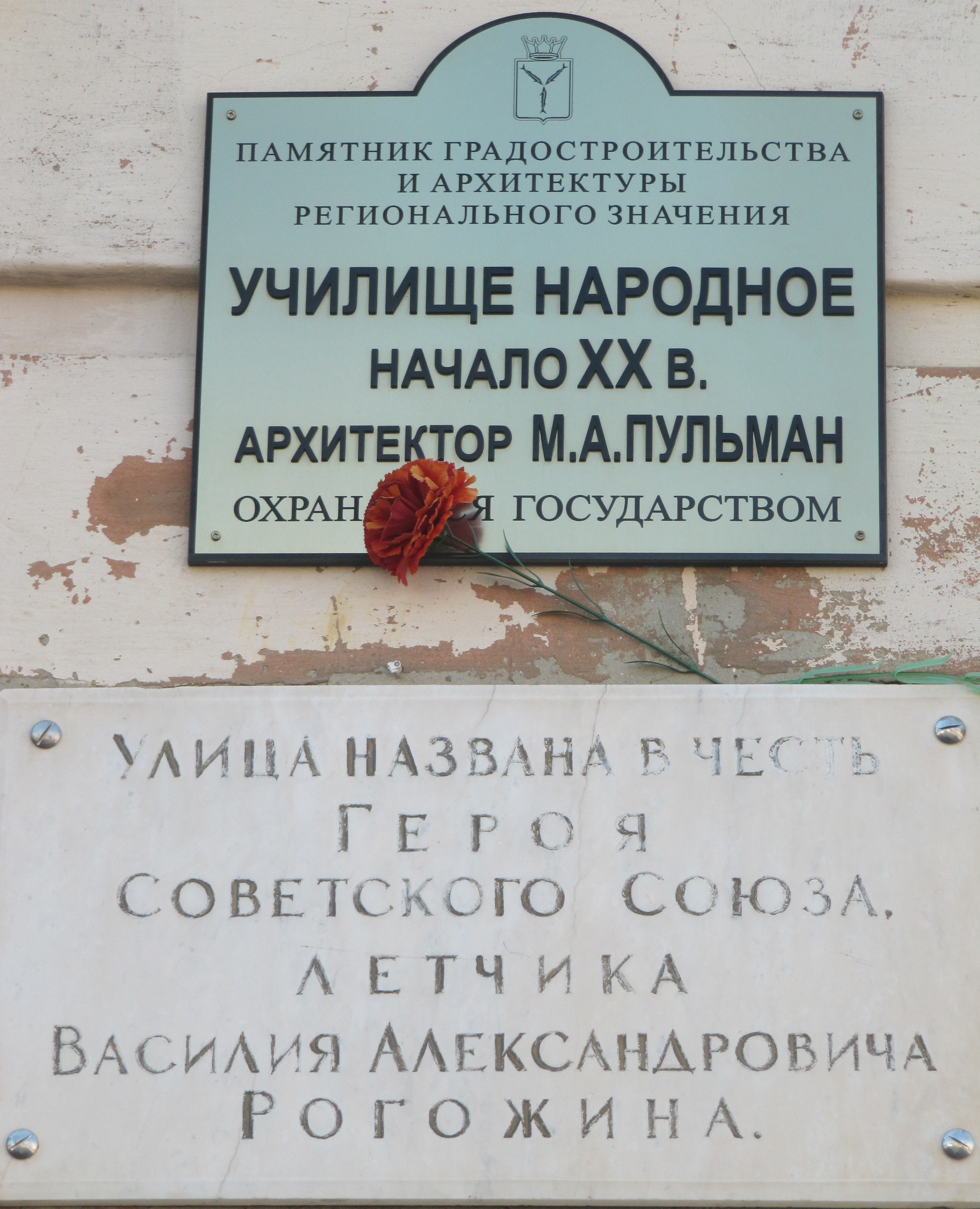
Улица Рогожина